# Rowanzug

Modell eines Rowanzuges der Jungfraubahn aus dem Jahr 1906

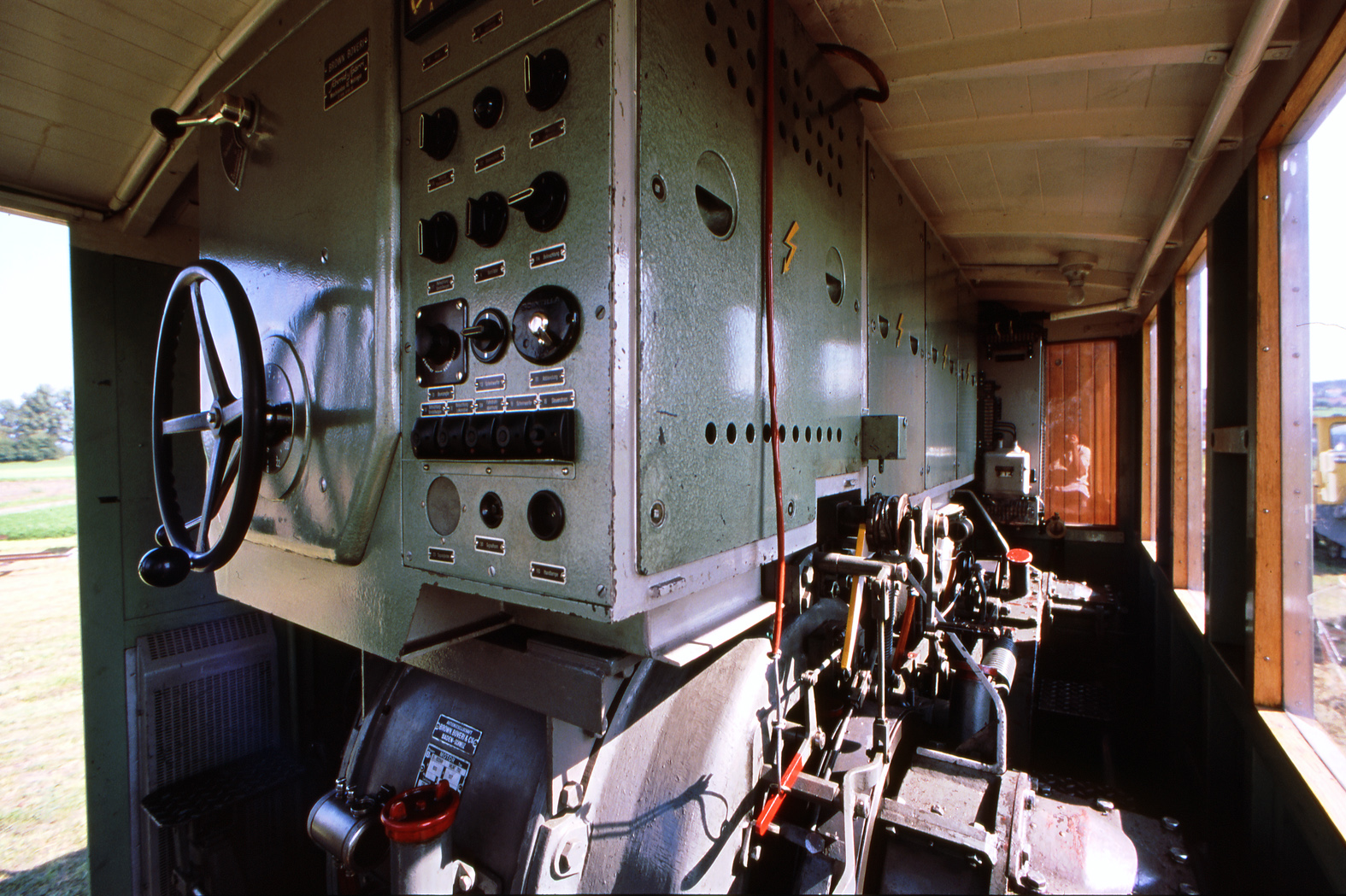
Führerstand der Lok He 2/2 6 der Jungfraubahn

Ein Rowanzug ist eine nach dem System Rowan erbaute Zugkomposition. Die Konstruktion geht auf den Iren William Robert Rowan zurück, der sie als Direktor der dänischen Waggonfabrik Scandia A/S in Randers entwickelte.  Er ließ den ersten Personenwagen auf das Chassis der Lokomotive abstützen. Damit wurden die Achsbelastungen der Zugmaschine und damit die Stabilität größer. Rowan war auch der Erfinder des Rowanschen Dampftriebwagens. Die Lokomotive des Rowanzuges ist jedoch normalerweise eine elektrische Lokomotive, ein Rowanzug enthält also nicht unbedingt einen Rowanwagen.
In Schweden wurden im südlichen, relativ dicht besiedelten Landesteil Skåne fünf mit Dampftriebwagen bediente Eisenbahnstrecken (schwedisch Ångspårvägar) gebaut. Dies waren Bahnstrecken, die aus Kostengründen möglichst preiswert errichtet wurden. Es wurden leichtere Schienen verwendet und im Zugbetrieb Dampftriebwagen nach diesem System eingesetzt. Dabei verrichtete der Schaffner neben seinen Aufgaben auch die des Heizers. Die Triebwagen konnten einige Güter- oder Personenwagen mitführen. Darunter waren die Bahnstrecke Tomelilla–Simrishamn und die Bahnstrecke Börringe–Anderslöv.

## Einsatz bei Bergbahnen

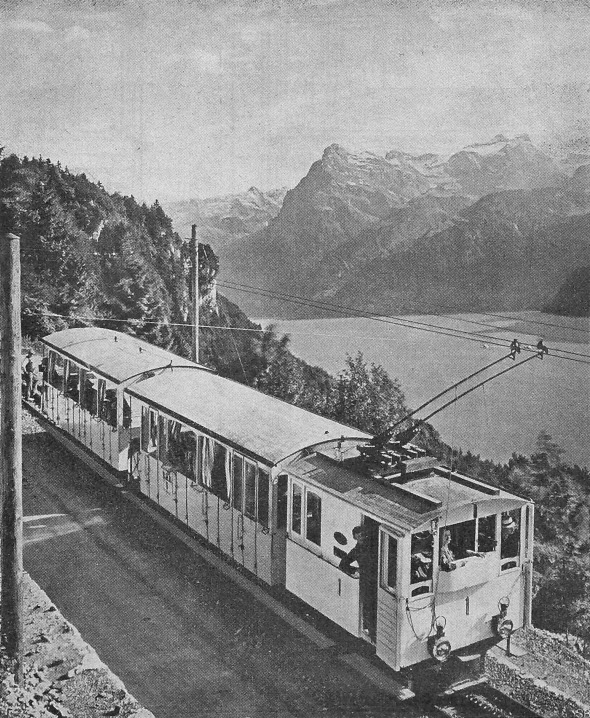
Rowan-Zug mit Beiwegen der Morschach–Axenstein-Bahn

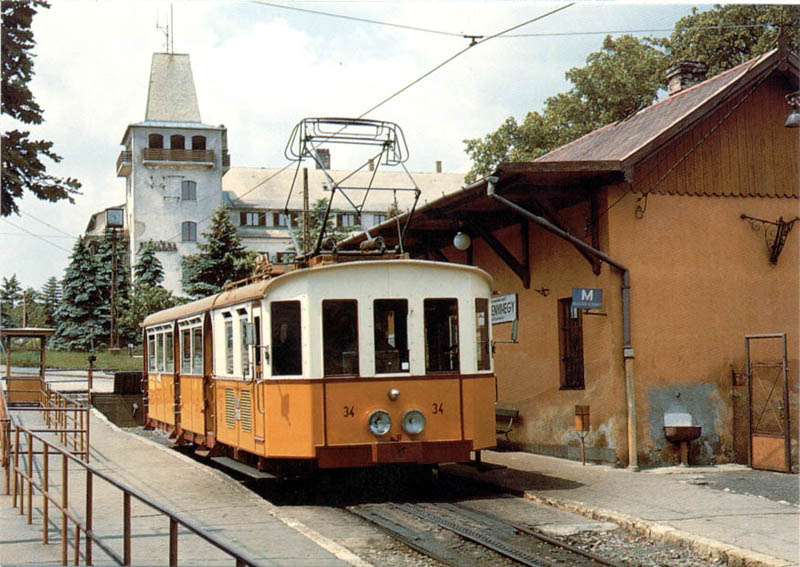
Schwabenbergbahn Budapest

Bei diesem System befindet sich talseits eine in der Regel zweiachsige Lokomotive, die einen Personenwagen den Berg hinaufschiebt. Der Personenwagen besitzt dabei nur bergseitig, auf der der Lokomotive abgekehrten Seite, eigene Räder und stützt sich auf der Lokomotivseite auf dieselbe ab.
In der Schweiz wurden folgende Bahnen mit solchen Rowanzügen betrieben:
- Gornergratbahn
- Jungfraubahn
- Brunnen-Morschach-Axenstein-Bahn
- Bergbahn Lauterbrunnen–Mürren auf dem Abschnitt Grütschalp–Mürren

Daneben fuhr die Schwabenbergbahn in Budapest mit Rowanzügen.
Die Jungfraubahn hat im Oktober 2007 mitgeteilt, dass sie ihren letzten Rowanzug an das Bahnmuseum Kerzers/Kallnach abgeben wird. Bis April 2017 stand er in Kallnach, jetzt ist er im Zahnradbahnmuseum Kořenov. Ein weiterer Rowanzug der Jungfraubahn kann im Verkehrshaus der Schweiz in Luzern besichtigt werden.